# Copa Hopman
A Copa Hopman – ou Hopman Cup – foi um torneio de tênis profissional misto, de exibição e curta duração entre países.
Realizado em Nice, no sudeste da França, estreou desde 1989. Os jogos eram disputados em quadras de saibro durante o mês de julho.
Depois do retorno de um hiato, o evento fez nova "pausa", e não acontece em 2024. Segundo os organizadores, o motivo foi a programação e proximidade dos Jogos Olímpicos no calendário, o que impediria a participação das principais estrelas do circuito. A promessa é a retomada em 2025.

## Histórico
Durante 31 edições, se passava no início da temporada, nas quadras duras cobertas de Perth, na Austrália. Foi cancelado depois de 2019, mas voltou totalmente reformulado em 2023, mudando a data, o piso e o local.
A premiação em dinheiro não é fácil de ser confirmada. 2012 foi a última vez em que ela foi anunciada pelas fontes oficiais: A$ 1.000.000. Esse valor era praticado, pelo menos, desde a edição de 2008.

## Formato
Diferentemente de outros torneios de tênis por equipes como a Copa Davis e a Copa Billie Jean King (onde respectivamente só participam homens e mulheres), a Copa Hopman é um torneio onde tenistas masculinos e femininos formam uma equipe. Os jogadores são convidados a participar pelos membros da organização do torneio, e os treinadores nacionais não têm qualquer interferência na formação da equipe.
Antes eram oito, agora são seis nações são escolhidas anualmente para participar da competição (uma delas pode ser determinada depois de jogos eliminatórios entre várias equipes antes do começo do torneio).
Cada equipe será composta de um tenista do sexo masculino e outra do sexo feminino. Cada disputa entre as duas equipes consiste em um jogo de simples feminino, um jogo de simples masculino e um jogo de duplas mista.
A cada ano, as oito equipes são divididas em dois grupos de quatro, em sistema de todos contra todos. O campeão de cada grupo passa para a final  na qual se decidirá qual deles será o campeão.
Caso um jogador se lesione pode ser substituído por um compatriota pior classificado no ranking.
Brasil, Portugal ou qualquer outro país de língua portuguesa nunca participaram da Copa Hopman.

## Harry Hopman
O torneio recebe o nome de Harry Hopman, ex-tenista e treinador australiano falecido em 1985 que levou seu país a conquistar 16 Copas Davis entre 1938 e 1969.

## Finais
| Ano                                                                        | País campeão    | Jogadores campeões                          | País vice-campeão | Jogadores vice-campeões                   | Resultado geral |
| -------------------------------------------------------------------------- | --------------- | ------------------------------------------- | ----------------- | ----------------------------------------- | --------------- |
| Torneio não realizado em 2024 devido à proximidade com os Jogos Olímpicos. |                 |                                             |                   |                                           |                 |
| 2023                                                                       | Croácia         | Donna Vekić e Borna Ćorić                   | Suíça             | Céline Naef e Leandro Riedi               | 2–0             |
| Torneio não realizado entre 2022 e 2020                                    |                 |                                             |                   |                                           |                 |
| 2019                                                                       | Suíça           | Belinda Bencic e Roger Federer              | Alemanha          | Angelique Kerber e Alexander Zverev       | 2–1             |
| 2018                                                                       | Suíça           | Belinda Bencic e Roger Federer              | Alemanha          | Angelique Kerber e Alexander Zverev       | 2–1             |
| 2017                                                                       | França          | Kristina Mladenovic e Richard Gasquet       | Estados Unidos    | Coco Vandeweghe e Jack Sock               | 2–1             |
| 2016                                                                       | Austrália       | Daria Gavrilova e Nick Kyrgios              | Ucrânia           | Elina Svitolina e Alexandr Dolgopolov     | 2–0             |
| 2015                                                                       | Polónia         | Agnieszka Radwańska e Jerzy Janowicz        | Estados Unidos    | Serena Williams e John Isner              | 2–1             |
| 2014                                                                       | França          | Alizé Cornet e Jo-Wilfried Tsonga           | Polónia           | Agnieszka Radwańska e Grzegorz Panfil     | 2–1             |
| 2013                                                                       | Espanha         | Anabel Medina Garrigues e Fernando Verdasco | Sérvia            | Ana Ivanovic e Novak Djokovic             | 2–1             |
| 2012                                                                       | República Checa | Petra Kvitová e Tomáš Berdych               | França            | Marion Bartoli e Richard Gasquet          | 2–0             |
| 2011                                                                       | Estados Unidos  | Bethanie Mattek-Sands e John Isner          | Bélgica           | Justine Henin e Ruben Bemelmans           | 2–1             |
| 2010                                                                       | Espanha         | María José Martínez Sánchez e Tommy Robredo | Grã-Bretanha      | Laura Robson e Andy Murray                | 2–1             |
| 2009                                                                       | Eslováquia      | Dominika Cibulková e Dominik Hrbatý         | Rússia            | Dinara Safina e Marat Safin               | 2–0             |
| 2008                                                                       | Estados Unidos  | Serena Williams e Mardy Fish                | Sérvia            | Jelena Janković e Novak Djokovic          | 2–1             |
| 2007                                                                       | Rússia          | Nadia Petrova e Dmitry Tursunov             | Espanha           | Anabel Medina Garrigues e Tommy Robredo   | 2–0             |
| 2006                                                                       | Estados Unidos  | Lisa Raymond e Taylor Dent                  | Países Baixos     | Michaëlla Krajicek e Peter Wessels        | 2–1             |
| 2005                                                                       | Eslováquia      | Daniela Hantuchová e Dominik Hrbaty         | Argentina         | Gisela Dulko e Guillermo Coria            | 3–0             |
| 2004                                                                       | Estados Unidos  | Lindsay Davenport e James Blake             | Eslováquia        | Daniela Hantuchová e Karol Kučera         | 2–1             |
| 2003                                                                       | Estados Unidos  | Serena Williams e James Blake               | Austrália         | Alicia Molik e Lleyton Hewitt             | 3–0             |
| 2002                                                                       | Espanha         | Arantxa Sánchez Vicario e Tommy Robredo     | Estados Unidos    | Monica Seles e Jan-Michael Gambill        | 2–1             |
| 2001                                                                       | Suíça           | Martina Hingis e Roger Federer              | Estados Unidos    | Monica Seles e Jan-Michael Gambill        | 2–1             |
| 2000                                                                       | África do Sul   | Amanda Coetzer e Wayne Ferreira             | Tailândia         | Tamarine Tanasugarn e Paradorn Srichaphan | 3–0             |
| 1999                                                                       | Austrália       | Jelena Dokić e Mark Philippoussis           | Suécia            | Åsa Carlsson e Jonas Björkman             | 2–1             |
| 1998                                                                       | Eslováquia      | Karina Habšudová e Karol Kučera             | França            | Mary Pierce e Cédric Pioline              | 2–1             |
| 1997                                                                       | Estados Unidos  | Chanda Rubin e Justin Gimelstob             | África do Sul     | Amanda Coetzer e Wayne Ferreira           | 2–1             |
| 1996                                                                       | Croácia         | Iva Majoli e Goran Ivanišević               | Suíça             | Martina Hingis e Marc Rosset              | 2–1             |
| 1995                                                                       | Alemanha        | Anke Huber e Boris Becker                   | Ucrânia           | Natalia Medvedeva e Andrei Medvedev       | 3–0             |
| 1994                                                                       | Chéquia         | Jana Novotná e Petr Korda                   | Alemanha          | Anke Huber e Bernd Karbacher              | 2–1             |
| 1993                                                                       | Alemanha        | Steffi Graf e Michael Stich                 | Espanha           | Arantxa Sánchez e Emilio Sánchez          | 2–0             |
| 1992                                                                       | Suíça           | Manuela Maleeva e Jakob Hlasek              | Checoslováquia    | Helena Suková e Karel Nováček             | 2–1             |
| 1991                                                                       | Iugoslávia      | Monica Seles e Goran Prpic                  | Estados Unidos    | Zina Garrison e David Wheaton             | 3–0             |
| 1990                                                                       | Espanha         | Arantxa Sánchez Vicario e Emilio Sánchez    | Estados Unidos    | Pam Shriver e John McEnroe                | 2–1             |
| 1989                                                                       | Checoslováquia  | Hana Mandlíková e Miloslav Mecir            | Austrália         | Hana Mandlíková e Pat Cash                | 2–0             |

## Estatísticas

### Campeões por país
| País extinto |

| País           | Campeonatos | Anos                               | Vice-campeonatos | Anos                               |
| -------------- | ----------- | ---------------------------------- | ---------------- | ---------------------------------- |
| Estados Unidos | 6           | 2011, 2008, 2006, 2004, 2003, 1997 | 6                | 2017, 2015, 2002, 2001, 1991, 1990 |
| Espanha        | 4           | 2013, 2010, 2002, 1990             | 2                | 2007, 1997                         |
| Suíça          | 4           | 2019, 2018, 2001, 1992             | 2                | 2023, 1996                         |
| Eslováquia     | 3           | 2009, 2005, 1998                   | 1                | 2004                               |
| Alemanha       | 2           | 1995, 1993                         | 3                | 2019, 2018, 1994                   |
| Austrália      | 2           | 2016, 1999                         | 2                | 2003, 1989                         |
| França         | 2           | 2017, 2014                         | 2                | 2012, 1998                         |
| Chéquia        | 2           | 2012, 1994                         | 0                | –                                  |
| Croácia        | 2           | 2023, 1996                         | 0                | –                                  |
| Checoslováquia | 1           | 1989                               | 1                | 1992                               |
| África do Sul  | 1           | 2000                               | 1                | 1997                               |
| Rússia         | 1           | 2007                               | 1                | 2009                               |
| Iugoslávia     | 1           | 1991                               | 0                | –                                  |
| Polónia        | 1           | 2015                               | 0                | –                                  |
| Sérvia         | 0           | –                                  | 2                | 2013, 2008                         |
| Ucrânia        | 0           | –                                  | 2                | 2016, 1995                         |
| Suécia         | 0           | –                                  | 1                | 1999                               |
| Tailândia      | 0           | –                                  | 1                | 2000                               |
| Argentina      | 0           | –                                  | 1                | 2005                               |
| Países Baixos  | 0           | –                                  | 1                | 2006                               |
| Grã-Bretanha   | 0           | –                                  | 1                | 2010                               |
| Bélgica        | 0           | –                                  | 1                | 2011                               |

- Títulos Consecutivos
  - 2: 
    -  Estados Unidos: 2003 e 2004.
    -  Suíça: 2018 e 2019.

- Finais Consecutivas
  - 4:  Estados Unidos: 2001 a 2004.